# Biton Coulibaly

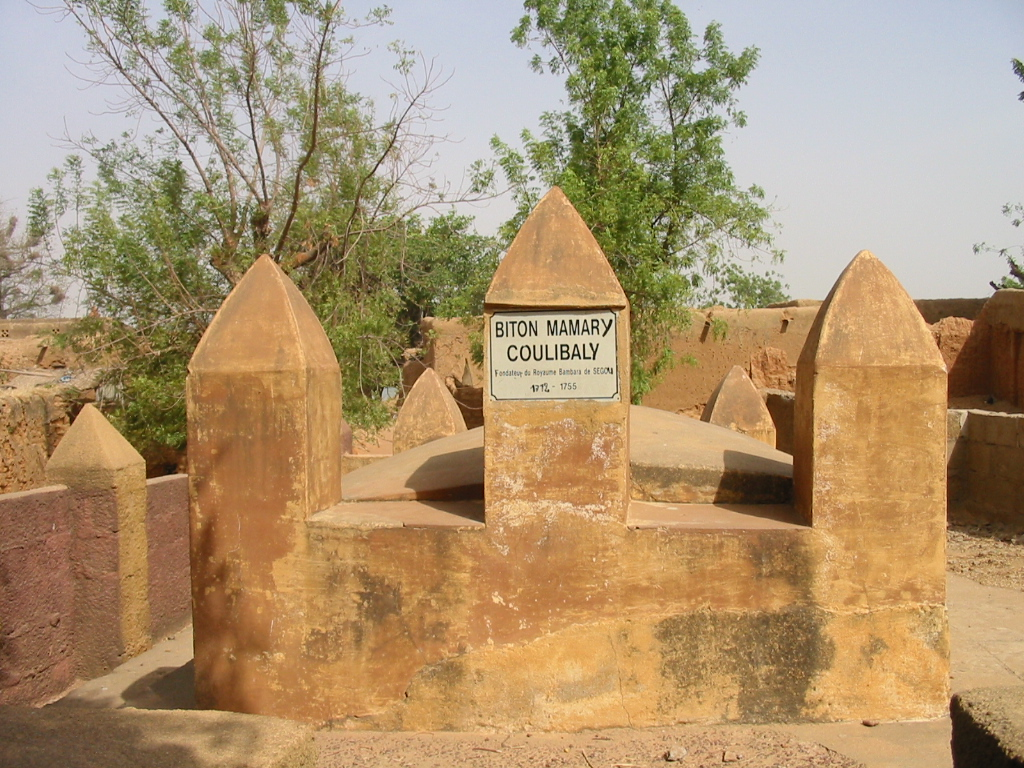
Grób Bitona Coulibaly w Segou

Biton Coulibaly (także Mamary Coulibaly, 1689? - 1755) - założyciel Imperium Bambara na obszarze dzisiejszego regionu Segou i regionu Mopti. 
Biton był prawnukiem byłego króla Segou Kaladiana Coulibaly. W młodości Mamary osiadł w Segou gdzie został przewodniczącym młodzieżowej organizacji ,,Ton", której nazwa była skrótem od imienia ,,Biton". Pod przywództwem Bitona organizacja z egalitarnej przekształciła się w armię ,,Tondionów". Coulibaly szybko ujarzmił lokalnych wodzów, a miasto Segou ustanowił stolicą nowego Imperium Bambara.
Aby chronić swe władztwo Biton powołał do życia znaczną armię oraz marynarkę złożoną z kanu patrolujących rzekę Niger. W skład wojska wchodzili także mężczyźni pojmani podczas podbojów. Następnie Coulibaly rozpoczął serię napadów na swych sąsiadów : Fulan, Soninków i Mossich. Zaatakowane zostało również miasto Timbuktu, ale znajdowało się ono bardzo krótko w rękach Bitona. Jako placówkę obronną założono miasto Bla.
Imperium opierało się na handlu, głównie niewolnikami pojmanymi podczas licznych wojen. Żądania dalszego napływu tego ,,towaru" były przyczyną dalszych potyczek z okolicznymi plemionami.
Następcą Bitona został Dinkoro Coulibaly w roku 1755. Rodzina Coulibaly utraciła kontrolę nad państwem, które popadło w anarchię za rządów Ngolo Diarry od roku 1766.